# تأثير النعامة

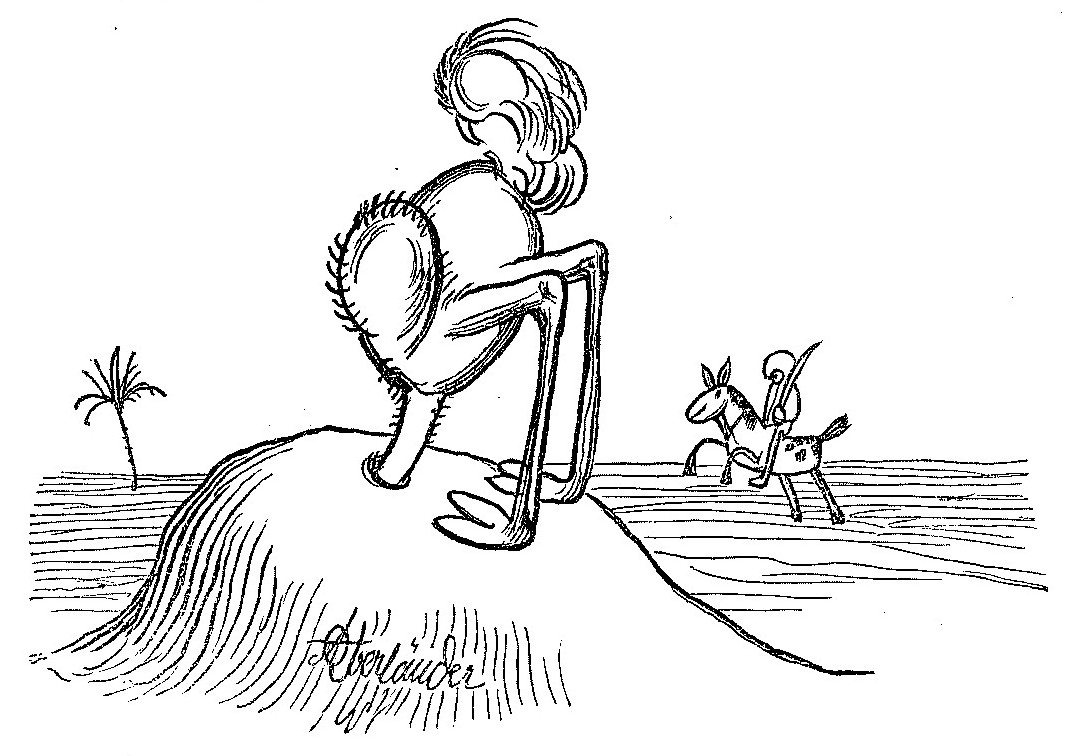

في الاقتصاد السلوكي، تأثير النعامة هو محاولة تجنب المستثمرين معرفة المعلومات المالية السلبية. اقتُبس المصطلح من معلومة شائعة (رُغم أنها خاطئة) بأن النعامة تدفن رأسها في الرمال في حال الشعور بالخوف. وقد تم صياغة هذا المصطلح في العام 2006. فهو تجنب معرفة الأخطار والنتائج السلبية المُحتملة.